# Давид Святославич (князь рязанський)
Давид Святославич (*д/н — 1147) — 4-й князь рязанський у 1147 році, 2-й князь пронський у 1143—1147 роках.

## Життєпис
Старший син Святослава Ярославича, князя рязанського. 1143 року коли той став князем муромським, то Давид отримав Пронське князівство у стрийка Ростислава, що став рязанським князем. 1145 року Давид Святославич підняв бунт проти свого стрийка, проте зазнав поразки та був позбавлений свого князівства.
У 1147 році після поразки від суздальського війська Гліб Ростиславич втік з Рязані. Це дозволило Давиду зайняти рязанське князівство. Уклав союз з Ростиславом і Андрієм Юрійовичами. Втім Давид Святославич раптово помер того ж року. Владу спадкував його брат Ігор.